# دفلى (جنس)

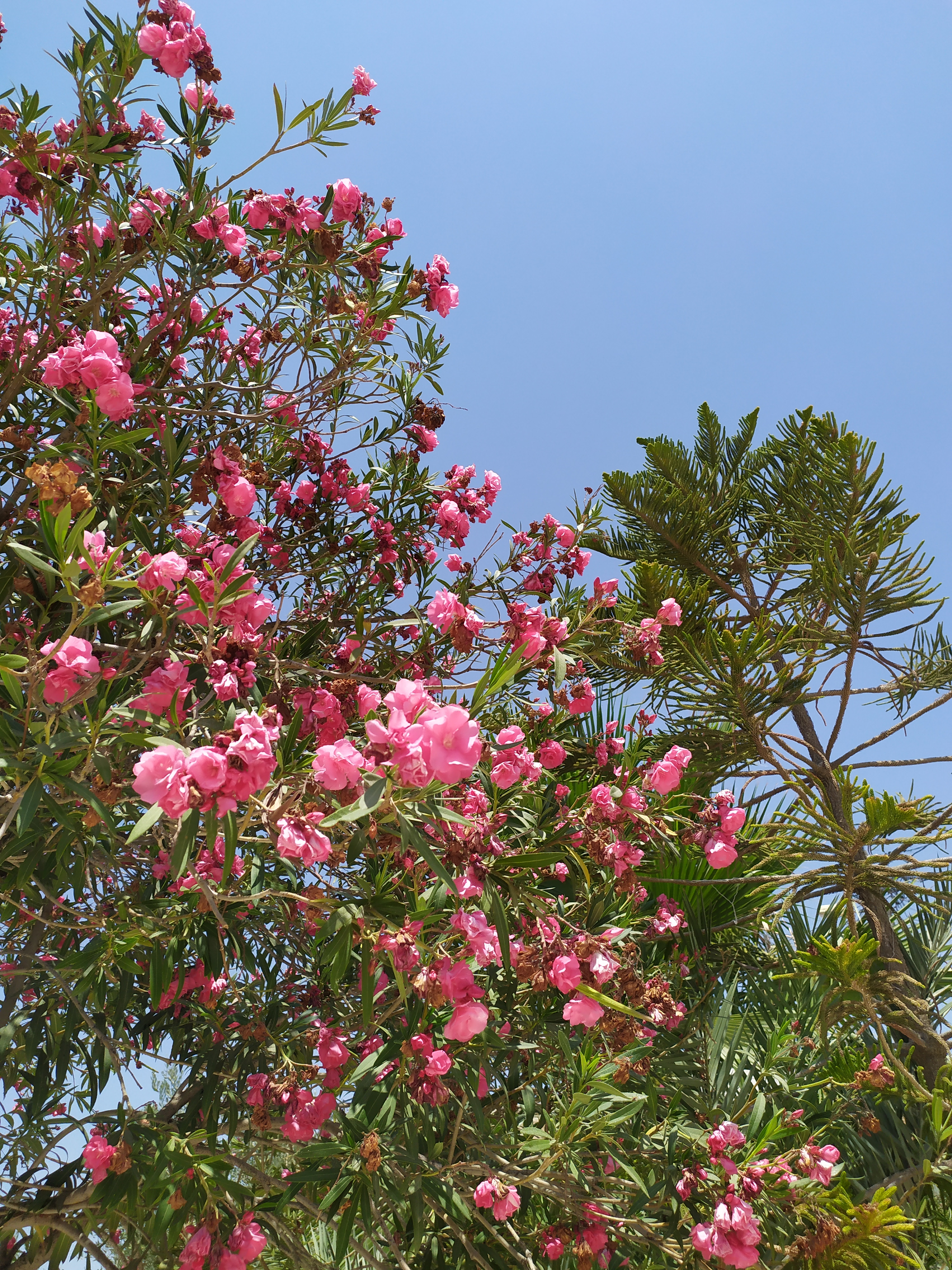
صورة أزهار شجرة دفلى جميلة في حديقة منزلية

الدَّفْلَى أو سم الحِمَار أو الدفلة (الاسم العلمي: Nerium) هي جنس من النباتات تتبع الفصيلة الدفلية من رتبة الكوشاديات.

## أنواع جنس الدفلى
هناك نوع وحيد مؤكد هو:
- دفلى زيتية

وهناك أربعة أنواع غير مؤكدة هي:
- دفلى كبيرة الأزهار
- دفلى قليلة الأزهار
- دفلى سيبيرية
- دفلى متموجة